# ラザフォード散乱

ラザフォード散乱の意義 従来の原子モデル（左）では広く薄く分布する正電荷の中に電子が分布していると考えられた。この原子モデルからは、入射したアルファ粒子は直進するか、わずかに偏向されるだけと予想される。しかしラザフォードの実験により、約8000個に1個のアルファ粒子の軌道が90度以上偏向される後方散乱を受けることがわかった（右）。この実験によって、原子内の正電荷がごく小さい領域に集中している、つまり原子核が存在すると推論された（ラザフォードの原子モデル）。ラザフォードは計算によって核の寸法が 以下であることも導いた。これは原子の寸法の約1万分の1に相当する。

ラザフォード散乱（ラザフォードさんらん、英: Rutherford scattering）とは、クーロン相互作用による荷電粒子間の弾性散乱を言う。1911年、アーネスト・ラザフォードにより説明された物理現象であり、ボーア模型の先駆けとなったラザフォードの惑星型原子模型の発展につながった。現在では、ラザフォード後方散乱分光という元素組成分析手法に利用されている。ラザフォード散乱は、静電気力（クーロン力）のみに依存し、粒子間の最接近距離はクーロンポテンシャルのみにより決定されるため、初めはクーロン散乱と呼ばれた。古典的なアルファ粒子の金原子核によるラザフォード散乱においては、散乱された後の粒子の持つエネルギーと速度が散乱前と変わらないので、「弾性散乱」の例といえる。

## 概要
1908年から1910年にかけてと1913年の4度、ハンス・ガイガーとアーネスト・マースデンが、金属箔にアルファ線を照射するガイガー・マースデンの実験をラザフォードの指導の下で行っていた時、2度目の実験の際に初めて発見された。実験当時、原子はJ. J. トムソンの提唱した、負電荷（ブドウ）が正電荷を帯びた球体（パン）にちりばめられたブドウパン模型のように理解されていた。もしこの理解が正しければ、「パン」部分は現在のモデルにおいて正電荷が集中している原子核よりも大きく拡がっており、そんなに大きなクーロン力を及ぼすことはできず、アルファ粒子は小さな角度だけ偏向するに留まるはずだった。
しかし、ほとんどのアルファ粒子はほぼ直進するにもかかわらず8000個に1つほどのアルファ粒子はとても大きな角度（90°超）の偏向されるという興味深い結果が得られた。このことから、ラザフォードは質量の大部分が小さな、正電荷を帯びた領域（核・中心電荷）を電子が取り囲んでいるという結論に達した。正に帯電したアルファ粒子が十分に核に接近した場合にのみ、大きな角度の偏向を起こせるだけの強い斥力を受ける。核のサイズの小ささが反跳するアルファ粒子の数が少ないことを説明できる。ラザフォードは、後述の方法を用いて、核は 10−14 m よりも小さいことを示した。
ラザフォードはその後、アルファ線の水素原子核（陽子）による散乱時に起こる非弾性散乱も解析している。この現象はラザフォードにより初めて観測されたにもかかわらず、ラザフォード散乱とは呼ばれない。このような過程においては、非クーロン力が影響を持ちはじめる。このような力、そして軽い標的から散乱粒子が得るエネルギーが根本的に散乱結果を変化させ、これにより標的の情報が得られる。1960年代には、このような過程を用いる深部非弾性散乱法により原子核の内部が調査された。

## 導出
中心力により相互作用する粒子の運動方程式から、散乱断面積を導出することができる。一般に、中心力により相互作用する二粒子は重心の運動と粒子同士の相対運動に分解することができる。ガイガー・マースデンの実験の場合のように、重い核により散乱される軽いアルファ粒子の場合、換算質量は基本的にアルファ粒子の質量となり、核は基本的に実験室系において静止することになる。 
ビネ方程式に代入すると、次の飛跡方程式が得られる。
{\displaystyle {\frac {\mathrm {d} ^{2}u}{\mathrm {d} \theta ^{2}}}+u=-{\frac {Z_{1}Z_{2}e^{2}}{4\pi \varepsilon _{0}mv_{0}^{2}b^{2}}}=-\kappa }
ここで、u = 1/r であり、v0 は無限遠における速さ、b は衝突径数である。
上記の微分方程式の一般解は以下のように得られる。
{\displaystyle u=u_{0}\cos(\theta -\theta _{0})-\kappa }
これを r を用いて通常の極方程式に書き直せば、
{\displaystyle {\begin{aligned}r&={\frac {1}{u_{0}\cos(\theta -\theta _{0})-\kappa }}\\&={\frac {-\kappa ^{-1}}{1-u_{0}\kappa ^{-1}\cos(\theta -\theta _{0})}}\end{aligned}}}
となり、これは離心率 e = u0κ−1 の円錐曲線を表わす極方程式である。散乱問題では粒子は二つの漸近線を持つので、散乱粒子の軌道は双曲線となる。
入射時の漸近線から初期条件は以下のように課される。
{\displaystyle u\to 0,~r\sin \theta \to b~(\theta \to \pi )}
ここで、{\displaystyle u\to 0}より {\displaystyle u_{0}\cos(\theta -\theta _{0})=\kappa } また、{\displaystyle {\frac {\mathrm {d} u}{\mathrm {d} \theta }}=-{\frac {\dot {r}}{r^{2}{\dot {\theta }}}}\to -{\frac {1}{b}}} より {\displaystyle u_{0}\sin(\theta -\theta _{0})={\frac {1}{b}}}
であるので{\displaystyle \theta _{0}}は
{\displaystyle \theta _{0}={\frac {\pi }{2}}+\arctan b\kappa }
という形に求まる。散乱角 Θ は散乱後の漸近線について u → 0 を以下の様に解けば得られる。
{\displaystyle {\begin{aligned}\Theta &=2\theta _{0}-\pi =2\arctan b\kappa \\&=2\arctan {\frac {Z_{1}Z_{2}e^{2}}{4\pi \varepsilon _{0}mv_{0}^{2}b}}\end{aligned}}}
b は次のように解かれる。
{\displaystyle b={\frac {Z_{1}Z_{2}e^{2}}{4\pi \varepsilon _{0}mv_{0}^{2}}}\cot {\frac {\Theta }{2}}}
この結果から散乱断面積を得るには、次の定義を考慮する。
{\displaystyle {{\frac {\mathrm {d} \sigma }{\mathrm {d} \Omega }}(\Omega )\mathrm {d} \Omega }={\frac {n}{I}}}
ここで、n は立体角 dΩ 内に散乱される粒子の数、I は入射強度とする。
E と b に対して散乱角は一意に決定されることから、散乱角 Θ から Θ + dΘ に散乱される粒子数は対応する衝突径数 b から b + db を満たす粒子の数に等しい。このことは次の等式を含意する。
{\displaystyle 2\pi Ib\left|\mathrm {d} b\right|=I{\frac {\mathrm {d} \sigma }{\mathrm {d} \Omega }}\mathrm {d} \Omega }
クーロンポテンシャルのように球対称な散乱ポテンシャルの場合、dΩ = 2πsin ΘdΘ が得られ、散乱断面積は次のように得られる。
{\displaystyle {\frac {\mathrm {d} \sigma }{\mathrm {d} \Omega }}={\frac {b}{\sin {\Theta }}}\left|{\frac {\mathrm {d} b}{\mathrm {d} \Theta }}\right|}
最後に、この式に衝突径数の関数形 b(Θ) を代入するとラザフォード散乱断面積が次のように得られる。
{\displaystyle {\frac {\mathrm {d} \sigma }{\mathrm {d} \Omega }}=\left({\frac {Z_{1}Z_{2}e^{2}}{8\pi \varepsilon _{0}mv_{0}^{2}}}\right)^{2}\csc ^{4}{\left({\frac {\Theta }{2}}\right)}}

## 軌道の解析解

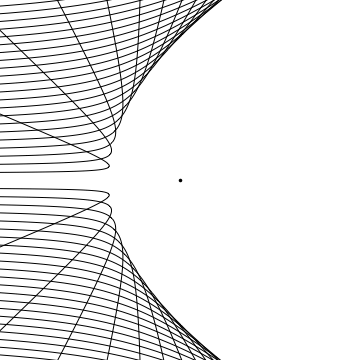
ラザフォード散乱の軌道

軌道の一般解を以下に示す。
{\displaystyle u(\theta )={\frac {1}{r(\theta )}}=u_{0}\cos(\theta -\theta _{0})-\kappa }
境界条件より以下の定数が求まる。
{\displaystyle \theta _{0}={\frac {\pi }{2}}+{\frac {\Theta }{2}}}
{\displaystyle u_{0}={\frac {1}{b\sin(\theta -\theta _{0})}}}
これらを代入して変形すると、軌道の一般解は
{\displaystyle r(\theta )={\frac {b\cos {\frac {\Theta }{2}}}{\sin(\theta -{\frac {\Theta }{2}})-\sin {\frac {\Theta }{2}}}}}
となる。ここで {\displaystyle {\frac {\Theta }{2}}=\arctan(bk)} である。
また、陰関数表示では以下のようになる。
{\displaystyle x^{2}+y^{2}=(x-y/(bk)+1/k)^{2}}

## 最大原子核サイズ計算の詳細
アルファ粒子と原子核が正面衝突する場合、アルファ粒子の持つ運動エネルギーの全てがポテンシャルエネルギーに変化し粒子が静止する瞬間がある。この瞬間におけるアルファ粒子の中心から原子核の中心までの距離 (b) は、もし粒子同士が衝突した実験的証拠が無いのならば原子核の最大半径を与える。
アルファ粒子と原子核の電荷に逆二乗則を当てはめると、次のように書ける。
{\displaystyle {\frac {1}{2}}mv^{2}={\frac {1}{4\pi \varepsilon _{0}}}\cdot {\frac {q_{1}q_{2}}{b}}}
変形すると以下のようになる。
アルファ粒子について、変数の実際の値は次のようになる。
- 質量 m = 6.64424×10−27 kg = 3.7273×109 eV/c2
- 電荷 q1 = 2×1.6×10−19 C
- 金の電荷 q2 = 79×1.6×10−19 C
- 初速度 v = 2×107 m/s

これらを代入すると、およそ 27 fm (2.7×10−14 m) という値を得るが、実際の半径はおよそ 7.3 fm (7.3×10−15 m) である。この実験により真の原子核半径が得られない理由は、アルファ線のエネルギーが 27 fm よりも原子核中心に近づけるだけのエネルギーを持っていないのに対して、真の金原子核半径が 7.3 fm だからである。ラザフォードはこれを認識しており、かつアルファ粒子と金原子核の間に働く力のポテンシャルが 1/r に比例するクーロンポテンシャルからずれれば散乱曲線が大角度（最小衝突径数）において双曲線からなにか別の曲線に変化することも認識していた。このずれは見られなかったため、金原子核とアルファ粒子は「接触」していないことが示され、金原子核半径（もしくは金原子核半径とアルファ粒子半径の和）が 27 fm (2.7×10−14 m) よりも小さいことがわかった。

## 相対論と標的反跳を考慮した拡張
ラザフォード型散乱の拡張としてモット散乱 (en:Mott scattering)と呼ばれるものがある。これは入射粒子がスピンと磁気モーメントを持ち、相対論的エネルギーで運動しており、入射粒子のエネルギーを標的粒子が反跳エネルギーとして受けとるのに十分であるようなエネルギー領域への拡張である。